# Jeff Loveness
Jeff Loveness,, est un scénariste, producteur de télévision, acteur et auteur de bandes dessinées américain qui a travaillé sur les séries télévisées Jimmy Kimmel Live! et Rick et Morty, ainsi que sur le film de l'univers cinématographique Marvel Ant-Man et la Guêpe : Quantumania (2023),.

## Carrière
Loveness a obtenu son diplôme de l'Université Pepperdine avec un Bachelor of Fine Arts en 2010. Il a commencé sa carrière en écrivant plusieurs épisodes de télévision pour Jimmy Kimmel Live! et Miracle Workers. Il a ensuite gagné en notoriété pour avoir écrit quatre épisodes de la quatrième saison de Rick et Morty. Peu après, il a été engagé par Marvel Studios pour écrire le scénario d'Ant-Man et la Guêpe : Quantumania,. En décembre 2020, Loveness a révélé qu'il avait soumis la première version du script et a déclaré que Marvel avait utilisé la pause de la pandémie de COVID-19 pour "faire quelque chose de nouveau et d'étrange" avec le film.
Il est revenu en 2021 pour écrire l'épisode d'ouverture de la saison 5 de Rick et Morty, "Mort Dinner Rick Andre (en)", ainsi que le final, "Rickmurai Jack", qui est son dernier épisode de la série. En septembre 2022, il a été confirmé que Loveness, allait de nouveau collaborer avec Marvel Studios en écrivant le scénario pour Avengers: The Kang Dynasty,,, mais il a ensuite été remplacé par Michael Waldron et Stephen McFeely, qui ont finalement quitté le projet.
En mars 2015, Loveness a écrit une série de bandes dessinées centrée sur le personnage Groot de Marvel Comics, aux côtés de l'artiste Brian Kesinger (en). En mai 2017, il a écrit plusieurs numéros de bandes dessinées centrés sur d'autres personnages de Marvel, notamment Nova et Spider-Man,.

## Filmographies

### Télévision
- 2010: The Office : Épisode : « Baptême » rôle : Déserteur du ministère des jeunes adultes[19]
- 2010-2011 : Onion News Network (en)
- 2011-2016 : Jimmy Kimmel Live!
- 2012 : 64e cérémonie des Primetime Emmy Awards
- 2016 : 68e cérémonie des Primetime Emmy Awards
- 2017 : 89e cérémonie des Oscars
- 2019 : Miracle Workers
- 2019-2022 : Rick et Morty[20]

### Film
| Year | Titres                              | Crédité comme | Crédité comme | Notes / Réf(s)          |
| Year | Titres                              | Écrivain      | Autre         | Notes / Réf(s)          |
| ---- | ----------------------------------- | ------------- | ------------- | ----------------------- |
| 2023 | Ant-Man and the Wasp: Quantumania   | Oui           | Non           | [ 21 ]                  |
| 2023 | Spider-Man: Across the Spider-Verse | Non           | Oui           | Remerciements spéciaux, |

## Distinctions
| List of awards and nominations | List of awards and nominations | List of awards and nominations                     | List of awards and nominations                        | List of awards and nominations | List of awards and nominations |
| Award                          | Date of ceremony               | Category                                           | Series                                                | Result                         | Ref.                           |
| ------------------------------ | ------------------------------ | -------------------------------------------------- | ----------------------------------------------------- | ------------------------------ | ------------------------------ |
| Primetime Emmy Award           | 22 septembre 2013              | Écriture exceptionnelle pour une série de variétés | Jimmy Kimmel Live!                                    | Nomination                     | [ 24 ]                         |
| Primetime Emmy Award           | 19 septembre 2020              | Programme d'animation exceptionnel                 | Rick et Morty (pour l'épisode "La cuve d'acide (en)") | Lauréat                        | [ 25 ]                         |
| Primetime Emmy Award           | 3 septembre 2022               | Programme d'animation exceptionnel                 | Rick et Morty (pour "Mort Dinner Rick Andre (en)")    | Nomination                     | [ 26 ]                         |

### Bandes dessinées Aftershock
- Le lecteur du monde n° 1–6[27]

### Studios Boom!
- Judas #1–4[28]

- Ciels étranges au-dessus de Berlin-Est #1–4[29]

### DC Comics
Source :
- La Ligue des Justiciers (vol. 4) #51–52
- Les mystères de l'amour dans l'espace #1 ( Lois Lane & Superman : histoire de lunettes)
- Shazam! (vol. 3) #12, 15
- Contes du multivers obscur : La mort de Superman #1

### Bandes dessinées Marvel
Source :
- Amazing Spider-Man Annual #42 ( L'histoire des nombreux costumes de Spider-Man )
- Amazing Spider-Man (vol. 6) #6 ( histoire de Spidey rencontre Jimmy )
- Spécial Amazing Spider-Man / Spécial Inhuman / Spécial tout nouveau Captain America
- Avengers : No More Bullying #1 (Histoire étrange )
- La mort de Wolverine (en) : La vie après Logan #1 ( Votre histoire)
- Groot (vol. 1) #1–6
- Marvel Super Hero Adventures : Captain Marvel - Halloween Spooktacular #1 ( histoire de Sanctum Spooktorum )
- Marvel Super Hero Adventures : Spider-Man - La toile de l'intrigue #1 ( histoire " Plus on est de fous, plus on rit ")
- Miles Morales : Spider-Man #30 ( L' histoire de la meilleure partie, avec Phil Lord, Christopher Miller et Kemp Powers )
- Nova (vol. 7) #1–7
- Venom (comic book) (en) Annual #1 ( l'histoire de Personne ne le fait mieux )